# Dichromodes leptogramma
Dichromodes leptogramma là một loài bướm đêm trong họ Geometridae.